# Anton Annersand
Anton Olof Annersand, född 15 augusti 1986 i Helga Trefaldighets församling i Uppsala län, är en svensk musiker, låtskrivare och litteraturvetare från Uppsala. Under sin tonårstid bodde han i Karlstad, och startade där indierockbandet Molotov Jive där han var sångare, låtskrivare och kreativ motor. Molotov Jive gav ut 3 album, 7 singlar och turnerade i Europa under åren 2005-2013 innan bandet upplöstes efter en spelning på festivalen Umeå Open, våren 2013. 
Efter tiden i Molotov Jive har Annersand spelat med bland andra Bryan Adams, Noah Cyrus, Adam Lambert samt Viktor & The Blood och punkbandet CatCatcher.
I november 2017 inleddes en solokarriär på svenska under namnet Annersand. Under vintern 2017–2018 släpptes singlarna "Dröm Baby Dröm" (inspirerad av låten "Dream Baby Dream" av den amerikanska synthduon Suicide) samt "Elvira Madigan". Våren 2019 släppte Annersand ett fullängdsalbum med titeln Dröm Baby Dröm.